# Chamouilley
Chamouilley is een gemeente in het Franse departement Haute-Marne (regio Grand Est) en telt 883 inwoners (1999). De plaats maakt deel uit van het arrondissement Saint-Dizier.

## Geografie
De oppervlakte van Chamouilley bedraagt 7,8 km², de bevolkingsdichtheid is 113,2 inwoners per km².
De onderstaande kaart toont de ligging van Chamouilley met de belangrijkste infrastructuur en aangrenzende gemeenten.

## Demografie
Onderstaande figuur toont het verloop van het inwonertal (bron: INSEE-tellingen).